# Orde van Verdienste (Mauritanië)

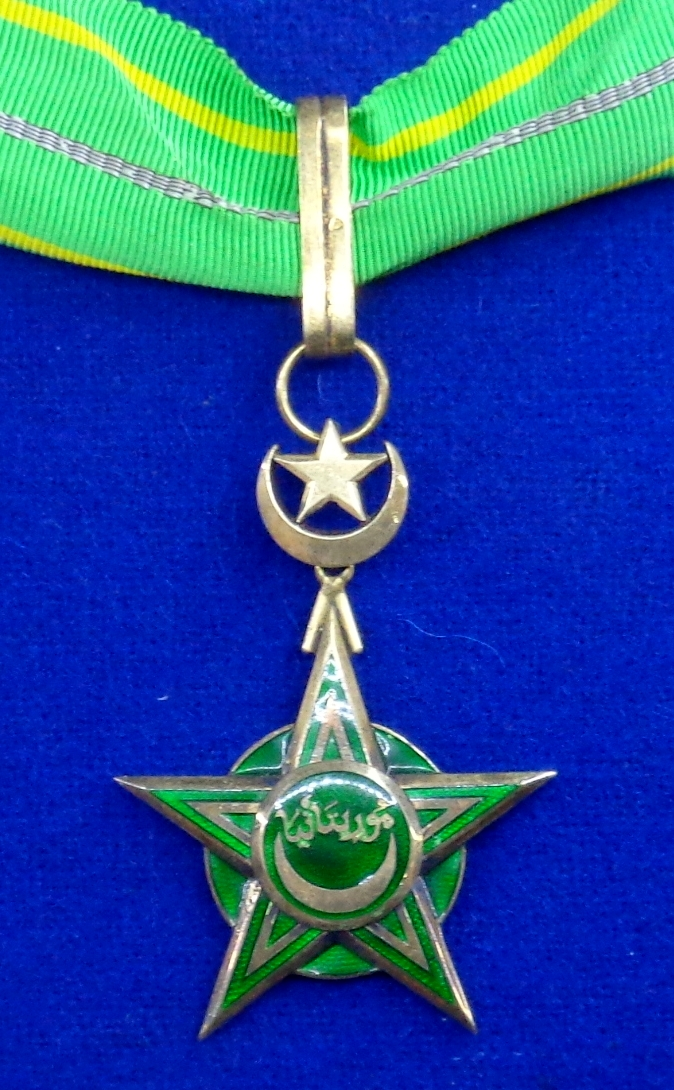
Orde van Verdienste

Na de onafhankelijkheid van Frankrijk in 1960 heeft de Republiek Mauritanië een ridderorde in de gebruikelijke vijf graden, de Nationale Orde van Verdienste of "Ordre National du Mérite" ingesteld.
Het kleinood van de orde is een vijfpuntige groen geëmailleerde gouden of zilveren ster met daarin een gouden of zilveren halve maan. Het lint is groen met twee smalle gouden strepen langs de rand en een zilveren streepje in het midden. De verhoging is een halve maan met een ster, traditioneel en symbool van de islam.

## Decorati
- Mohammed VI van Marokko, (Keten)